# Ernst Iffland

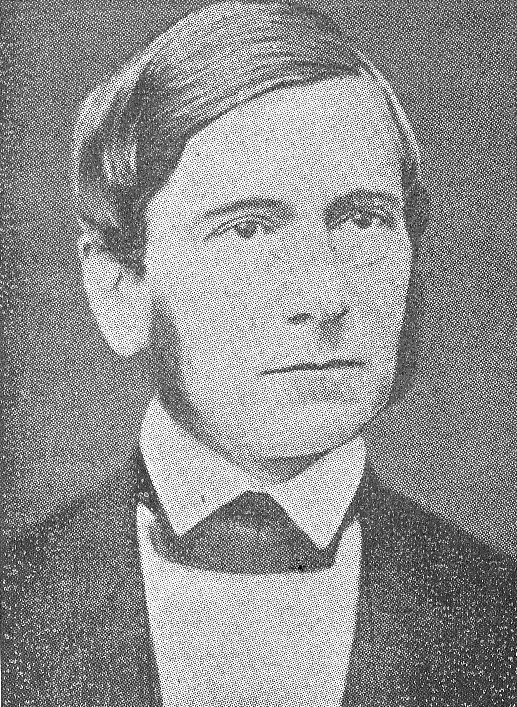
Ernst Iffland

Ernst Adolph Friedrich Iffland (* 30. Juni 1820 in Hannover; † 10. Mai 1904 in Bückeburg) war Politiker und Kabinettschef im Land Schaumburg-Lippe.

## Leben
Ernst Iffland war der Sohn des Steuerrates Ernst Iffland (1789–1873) und Enkel des Bürgermeisters von Hannover Christian Philipp Iffland. Nach dem Schulbesuch in Hannover studierte er Rechtswissenschaften an der Universität Göttingen und wurde Mitglied im Corps Hannovera. Später schloss er sein Studium an der Universität Berlin ab. Danach begann er praktische Berufserfahrungen als Auditor in Stadthagen und Hannover zu sammeln und wurde 1846 Assessor in Northeim, später in Ruthe. 1847 sammelte er als Hilfsarbeiter Erfahrungen im Innenministerium des Königreichs Hannover und wurde sodann 1849 als Bürgermeister in Northeim mit Leitungsverantwortung betraut. 1853 wurde er Kammerrat, 1868 Kammerdirektor und 1880 Kammerpräsident der Hofkammer Bückeburg. Unter Fürst Adolf I. Georg von Schaumburg-Lippe wurde er 1885 Wirklicher Geheimer Rat und Regierungschef des Fürstlich Schaumburg-Lippischen Kabinetts mit dem Prädikat Exzellenz in Bückeburg.

## Familie
Mit seiner Frau Anna (1835–1901), einer Schwester des Theologen Wolrad Wolff, hatte er acht Kinder. Seine Tochter Magdalene war mit Karl Wagenmann verheiratet.